# マン・ウィズ・ア・プラン
『マン・ウィズ・ア・プラン』（英語: Man with a Plan）は、2016年から2020年に放送されたアメリカ合衆国のテレビドラマシリーズ。ジャッキー・アンド・ジェフ・フィルゴによって制作され、マット・ルブランクが主演を務める。2016年10月24日からCBSで放送が始まり、2020年のシーズン4で終了した。

## 概要
妻のアンディが仕事に復帰すると、昔の父親であるアダム・バーンズは、3人の子供（ケイト、エメ、テディ）を育てる責任を引き継ぎます。 アダムは、兄のドンと契約ビジネスを行うことでこの課題とバランスを取ることを学ぶ必要がありますが、同時に彼の威圧的な父親のジョーを扱うこともあります。 シリーズはピッツバーグ郊外で設定されます。

## 登場人物
アダム・バーンズ
演：マット・ルブランク
アンディ・バーンズ
演：ライザ・スナイダー
マリー・ファルドナド (最初のシーズン、エピソード1から13)
演：ジェシカ・チャフィン
ローウェル
演：マット・クック
ケイト・バーンズ
演：グレース・カウフマン
エメ・バーンズ
演：ハラ・フィンリー
テディ・バーンズ
演：マシュー・マッキャン
ロドリゲス夫人 (最初のシーズン)
演：ダイアナ・マリア・リーヴァ
ドン・バーンズ
演：ケビン・ニーロン
ジョー・バーンズ (現在から2番目のシーズン。 繰り返しの最初のシーズン)
演：ステイシー・キーチ
マーシー・バーンズ (第三シーズンから現在。 繰り返しの最初と2番目のシーズン)
演：カリ・ロシャ

## エピソード
| シーズン | シーズン | 話数 | 話数 | 放送期間       | 放送期間      |
| シーズン | シーズン | 話数 | 話数 | 初回放送       | 最終回放送    |
| -------- | -------- | ---- | ---- | -------------- | ------------- |
|          | 1        | 22   | 22   | 2016年10月24日 | 2017年5月15日 |
|          | 2        | 21   | 21   | 2017年11月13日 | 2018年5月21日 |
|          | 3        | 13   | 13   | 2019年2月4日   | 2019年5月6日  |
|          | 4        | 13   | 13   | 2020年4月2日   | 2020年6月11日 |